# (1504) Lappeenranta
(1504) Lappeenranta est un astéroïde de la ceinture principale.

## Description
(1504) Lappeenranta est un astéroïde de la ceinture principale. Il fut découvert le 23 mars 1939 à Turku par Liisi Oterma. Il présente une orbite caractérisée par un demi-grand axe de 2,40 UA, une excentricité de 0,16 et une inclinaison de 11,0° par rapport à l'écliptique.

## Compléments